# Leucophobetron
Leucophobetron är ett släkte av fjärilar. Leucophobetron ingår i familjen snigelspinnare.
Kladogram enligt Catalogue of Life:
| Leucophobetron | \| \| Leucophobetron argentiflua \| \| \| \| \| \| Leucophobetron argyrorrhaea \| \| \| \| \| \| Leucophobetron punctata \| \| \| \| \| \| Leucophobetron rufipuncta \| \| \| \| |
|                | \| \| Leucophobetron argentiflua \| \| \| \| \| \| Leucophobetron argyrorrhaea \| \| \| \| \| \| Leucophobetron punctata \| \| \| \| \| \| Leucophobetron rufipuncta \| \| \| \| |
|                | Leucophobetron argentiflua |
|                | |
|                | Leucophobetron argyrorrhaea |
|                | |
|                | Leucophobetron punctata |
|                | |
|                | Leucophobetron rufipuncta |
|                | |